# Иреен Вюст
Иреен Вюст (на нидерландски: Irene Karlijn (Ireen) Wüst) е нидерландска състезателка по бързо пързаляне с кънки
На 12 февруари 2006 година 19-годишната Вюст печели олимпийски златен медал на Олимпиадата в Торино в дисциплината на 3000 метра. Така става най-младата олимпийска шампионка на зимни олимпийски игри в историята на Нидерландия.
На Олимпиадата във Ванкувър през 2010 г. печели златния медал на 1500 метра. На Олимпиадата в Сочи 2014 отново печели златен медал на 1500 m.

## Биография
През 2004 година става втора на световното юношеско първенство, а през 2005 г. е вече и световна шампионка при девойките.
На Олимпийските игри 2006 година в Торино Иреен става олимпийска шампионка на дистанция 3000 метра, а също и бронзова медалистка на 1500 м. Тогава е само на 19 години.
През 2007 година става световна шампионка в класическия многобой, сребърна медалистка на световното първенство в спринтьорския многобой и световна шампионка на 1000 и 1500 метра.
На Олимпийските игри през 2010 във Ванкувър става олимпийска шампионка на 1500 метра.
През 2011, 2012, 2013 г. е световна шампионка в классическия многобой.
На финале на Световната купа през 2013 в Хееренвеен на 3000 метра прави неофициален световен рекорд на равнинна писта, – 3:58,68.
На световния шампионат на отделните дистанции през 2013 година участва в пет дистанции и във всички завоюва медали, три златни (1500, 3000 м и в отборното преследване) и два сребърни (1000 и 5000 м).
На зимните Олимпийски игри през 2014 година в Сочи настава звездния час за Вюст. Тя печели пет медала: злато на 3000 м и в отборното преследване, а също и три сребра на 1000, 1500 и 5000 метров. Вюст печели най-голямо количество награди на Игрите в Сочи сред всички спортисти във всички видове спорт. Освен това, Вюст повтаря постижението от 1980 година на американеца Ерик Хейдън, спечелил пет медала в бързото пързаляне с кънки на едни Олимпийски игри.
През 2014 г. става световна шампионка в многобооя, печелейки три от четирите дистанции.
Зимните Олимпийски игри през 2018 в Южна Корея започват за Иреен Вюст успешно – в първата дисциплина 3000 метра, холандката печели сребърен медал, отстъпвайки само на съотечественицата си Карлейн Ахтереекте с 0,08 секунди.
Отново там в на 1500 метра Вюрст печели златен медал и така става петкратна олимпийска шампионка.

## Личен живот
Вюст, която е лесбийка, има връзка с кънкьорката Летиция де Йонг от 2017 г.

## Лични рекорди
- 500 м 39,29
- 1000 м 1:14,92
- 1500 м 1:54,93 (национален рекорд)
- 3000 м 4:02,43 на 12 февруари 2006
- 5000 м 7:09,23

## Успехи
Олимпийски игри
- Шампион (5): 2006, 2010, 2014, 2018
- Сребърен медал (5): 2014, 2018
- Бронзов медал (1): 2006

Световно първенство
- Шампион (18): 2007, 2008, 2011, 2012, 2013, 2014, 2016, 2017
- Сребърен медал (18): 2007, 2008, 2009, 2011, 2012, 2013, 2015, 2016, 2017, 2018
- Бронзов медал (3): 2009, 2010, 2012

Европейско първенство:
- Шампион (5): 2008, 2013, 2014, 2015, 2017
- Сребърен медал (3): 2007, 2010, 2011
- Бронзов медал (2): 2006, 2012

Първенство на Холандия:
- Шампион (18): 2006, 2007, 2008, 2009, 2010, 2011, 2012, 2013, 2014, 2015, 2016
- Сребърен медал (9): 2007, 2008, 2009, 2010, 2013, 2014, 2015, 2016
- Бронзов медал (5): 2005, 2008, 2012, 2014, 2016